# Futbol'nyj Klub Dynamo Kyïv 2022-2023
Questa voce raccoglie le informazioni riguardanti il Futbol'nyj Klub Dynamo Kyïv, meglio conosciuta come Dinamo Kiev, nelle competizioni ufficiali della stagione 2022-2023.

## Stagione
La stagione 2022-2023 vede la 32ª partecipazione alla Prem"jer-liha per la Dinamo Kiev, che conferma in panchina il tecnico rumeno Mircea Lucescu. La squadra di Kiev, dopo aver concluso il campionato precedente in seconda posizione, accede al secondo turno di qualificazioni della Champions League. Il primo impegno ufficiale dei bianco-blu è proprio il doppio confronto europeo contro i turchi del Fenerbahçe. La partita di andata, conclusa a reti inviolate, è stata la numero 250 in Coppa dei Campioni/Champions League per la squadra ucraina. Il 27 luglio, con il risultato di 2-1 ottenuto ai tempi supplementari, la Dinamo di Kiev supera il secondo turno di qualificazioni in una gara caratterizzata dai cori pro Putin da parte degli spettatori turchi. Il 9 agosto, in virtù della vittoria complessiva per 3-1 maturata nell'extra time, la squadra di Kiev supera gli austriaci dello Sturm Graz nella partita valida per il terzo turno di qualificazioni di Champions League. Il 23 agosto la Dinamo Kiev viene eliminata dalla Champions League per mano dei portoghesi del Benfica, che si impongono per 5-0 tra andata e ritorno.
Il 26 agosto a Istanbul ha luogo il sorteggio dei gironi di Europa League che vede impegnata la Dinamo nel gruppo B con i francesi del Rennes, i turchi del Fenerbahçe (già affrontati nella fase di qualificazione in Champions League) e i ciprioti dell'AEK Larnaca. Dopo due sconfitte consecutive in campionato, l'11 settembre arriva il primo successo per gli uomini di Lucescu che si impongono per una rete a zero sul L'viv. Il 27 ottobre la Dinamo Kiev coglie il primo punto in Europa League, pareggiando per 3-3 sul capo dell'AEK Larnaca dopo quattro sconfitte, venendo così eliminata dalle competizioni europee. Il 30 novembre, con la vittoria per 3-0 sul Metalist, si conclude il girone di andata della Dinamo Kiev. Nel girone di ritorno la Dinamo alterna buone prestazioni con alcune sconfitte interne e, perso lo scontro diretto con lo Zorja, si piazza al quarto posto qualificandosi alla UEFA Europa Conference League 2023-2024. Il 29 maggio, in occasione della vittoria per 3-0 contro il Veres Rivne, Eric Ramírez mette a segno il gol numero 2000 nella storia della Dinamo nel campionato ucraino.

## Maglie e sponsor
Lo sponsor tecnico per la stagione 2022-2023 è New Balance, mentre gli sponsor ufficiali sono FavBet, presente con un piccolo logo nella parte superiore dello stemma e con una scritta più grande sul retro sotto il numero di maglia, e ABank24, presente al centro sul fronte della divisa. La prima maglia riporta i tipici colori bianco e blu, e si rifà in maniera stilizzata alla divisa utilizzata nella stagione 2006-2007. Il colletto è tondo e sul petto da sinistra a destra sono impressi lo stemma della Dinamo Kiev, la bandiera dell'Ucraina e il simbolo della New Balance. Il secondo equipaggiamento è completamente blu, con strisce stilizzate diagonali di colore azzurro. La terza maglia riprende i colori della bandiera ucraina e si presenta tutta gialla, con i bordi delle maniche blu. Al centro, in verticale, ci sono le iniziali del club FCDK.
|  | Casa |  | Trasferta |  | Terza maglia |

## Organigramma societario
Dal sito internet ufficiale della società.
Area direttiva
- Presidente: Ihor Surkis

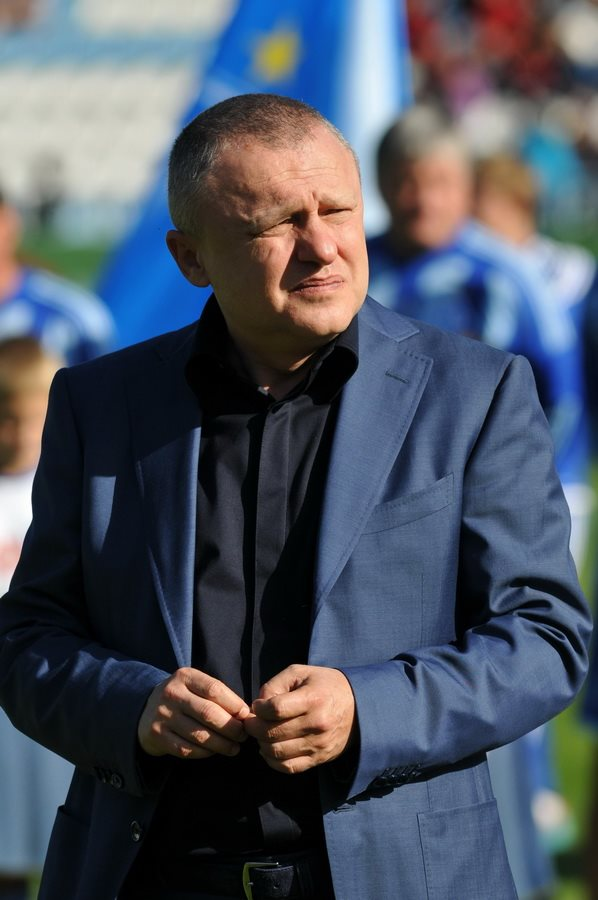
Il presidente della Dinamo Kiev, Ihor Surkis

- Primo Vicepresidente: Vitalii Sivkov
- Direttore generale: Rezo Chokhonelidze
- Direttore sportivo: Volodymyr Bezsonov
- Vicepresidenti: Leonid Aškenazi, Oleksij Palamarčuk, Mychajlo Petrošenko, Oleksij Semenenko, Andrij Madzjanovs'kyj, Jevgen Krasnikov

Area tecnica
- Allenatore: Mircea Lucescu
- Allenatore in seconda: Emil Caras
- Assistenti: Oleh Husjev, Ognjen Vukojević, Oleksandr Šovkovs'kyj[17]
- Preparatore dei portieri: Mychajlo Mychajlov
- Preparatori atletici: Vitalij Kulyba, Volodymyr Jarmošuk
- Coordinatore settore giovanile: Marcos Guillermo Samso

Area sanitaria
- Fisioterapisti: Volodymyr Maljuta, Anatolij Žučka, Andrij Šmorhun
- Staff medico: Serhij Kravčenko, Andrij Soldatkin, Andrij Sobčenko, Anatolij Sosinovyč, Vasyl' Jaščenko

Area marketing
- Gruppo analitico: Olexandr Kozlov, Anatolij Kroščenko

Area amministrativa
- Amministrazione: Olexandr Lemiško, Viktor Kašpur, Anatolij Paškovs'kyj, Pylyp Repetylo

Area Scout
- Osservatore: Oleksandr Zavarov

## Rosa

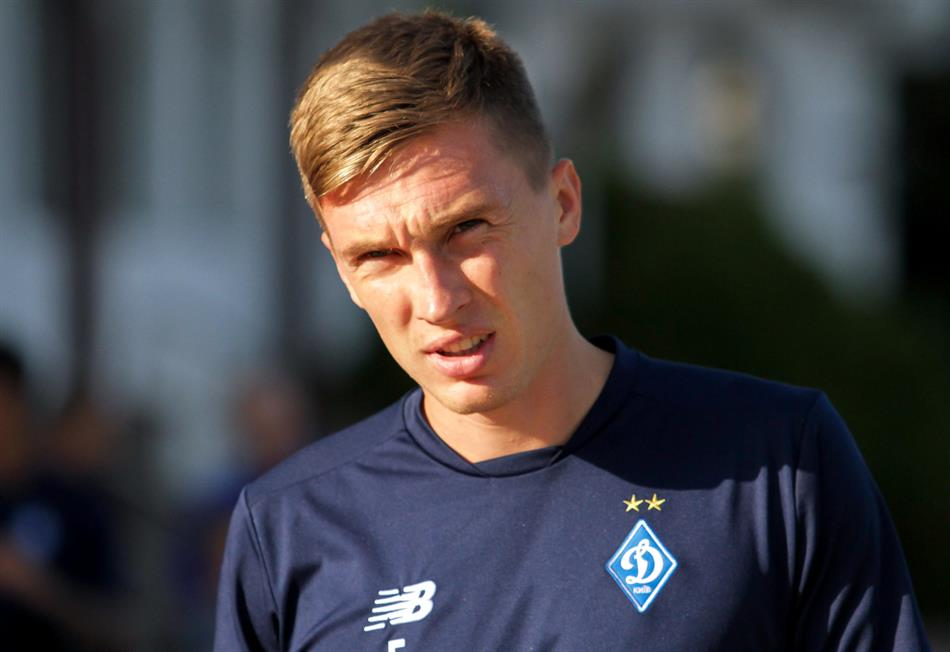
Serhij Sydorčuk, alla sua undicesima stagione con la Dinamo Kiev, è il capitano della squadra

Rosa e numerazione, tratte dal sito ufficiale della Dynamo Kyïv.
| N. |                      | Ruolo | Calciatore                 |
| -- | -------------------- | ----- | -------------------------- |
| 1  | Ucraina (bandiera)   | P     | Heorhij Buščan             |
| 2  | Ucraina (bandiera)   | D     | Kostjantyn Vivčarenko      |
| 3  | Ucraina (bandiera)   | D     | Anton Bol'                 |
| 4  | Ucraina (bandiera)   | D     | Denys Popov                |
| 5  | Ucraina (bandiera)   | C     | Serhij Sydorčuk (capitano) |
| 6  | Ucraina (bandiera)   | D     | Mykyta Burda               |
| 7  | Slovenia (bandiera)  | C     | Benjamin Verbič            |
| 7  | Ucraina (bandiera)   | C     | Vladyslav Kabajev          |
| 8  | Ucraina (bandiera)   | C     | Volodymyr Šepeljev         |
| 9  | Giamaica (bandiera)  | A     | Kaheem Parris              |
| 10 | Ucraina (bandiera)   | C     | Mykola Šaparenko           |
| 11 | Ucraina (bandiera)   | A     | Vladyslav Vanat            |
| 14 | Ucraina (bandiera)   | C     | Oleksandr Jacyk            |
| 15 | Ucraina (bandiera)   | C     | Viktor Cyhankov            |
| 15 | Venezuela (bandiera) | A     | Eric Ramírez               |
| 17 | Ucraina (bandiera)   | A     | Vladyslav Suprjaha         |
| 18 | Ucraina (bandiera)   | C     | Oleksandr Andrijevs'kyj    |
| 19 | Ucraina (bandiera)   | C     | Denys Harmaš               |
| 20 | Ucraina (bandiera)   | C     | Oleksandr Karavajev        |

| N. |                               | Ruolo | Calciatore                          |
| -- | ----------------------------- | ----- | ----------------------------------- |
| 21 | Ucraina (bandiera)            | D     | Mykyta Kravčenko                    |
| 22 | Paesi Bassi (bandiera)        | C     | Justin Lonwijk                      |
| 24 | Ucraina (bandiera)            | D     | Oleksandr Tymčyk                    |
| 25 | Ucraina (bandiera)            | D     | Illja Zabarnyj                      |
| 25 | Ucraina (bandiera)            | D     | Maksym Djačuk                       |
| 28 | Ucraina (bandiera)            | A     | Vladyslav Kulač                     |
| 29 | Ucraina (bandiera)            | C     | Vitalij Bujal's'kij (vice capitano) |
| 34 | Ucraina (bandiera)            | D     | Oleksandr Syrota                    |
| 35 | Ucraina (bandiera)            | P     | Ruslan Neščeret                     |
| 37 | Ucraina (bandiera)            | C     | Anton Carenko                       |
| 41 | Ucraina (bandiera)            | A     | Artem Bjesjedin                     |
| 44 | Ucraina (bandiera)            | D     | Vladyslav Dubinčak                  |
| 51 | Ucraina (bandiera)            | P     | Valentyn Morhun                     |
| 70 | Ucraina (bandiera)            | C     | Bohdan Ljednjev                     |
| 71 | Ucraina (bandiera)            | P     | Denys Bojko                         |
| 77 | Nigeria (bandiera)            | C     | Benito                              |
| 91 | Ucraina (bandiera)            | A     | Nazar Vološyn                       |
| 92 | Macedonia del Nord (bandiera) | C     | Reshat Ramadani                     |
| 94 | Polonia (bandiera)            | D     | Tomasz Kędziora                     |

## Calciomercato

### Sessione estiva
| Acquisti         | Acquisti              | Acquisti       | Acquisti                   |
| R.               | Nome                  | da             | Modalità                   |
| ---------------- | --------------------- | -------------- | -------------------------- |
| D                | Tomasz Kędziora       | Lech Poznań    | fine prestito              |
| D                | Mykyta Kravčenko      | Dnipro-1       | fine prestito              |
| C                | Justin Lonwijk        | Viborg         | definitivo (1,5 milioni €) |
| A                | Vladyslav Kabajev     | Zorja          | definitivo (1,2 milioni €) |
| A                | Kaheem Parris         | Koper          | definitivo (1 milione €)   |
| A                | Benjamin Verbič       | Legia Varsavia | fine prestito              |
| Altre operazioni |                       |                |                            |
| R.               | Nome                  | da             | Modalità                   |
| D                | Kristian Bilovar      | Čornomorec'    | fine prestito              |
| D                | Sidcley               | PAOK           | fine prestito              |
| D                | Roman Vantuch         | Dnipro-1       | fine prestito              |
| C                | Benito                | Gorica         | fine prestito              |
| C                | Abdul Kadiri Mohammed | Honvéd         | fine prestito              |
| C                | Jevhen Smyrnyj        | Zorja          | fine prestito              |
| C                | Giorgi Ts'it'aishvili | Wisła Cracovia | fine prestito              |
| A                | Fran Sol              | Eibar          | fine prestito              |
| A                | Ibrahim Kargbo Jr.    | Celje          | fine prestito              |
| A                | Eric Ramírez          | Sporting Gijón | fine prestito              |
| A                | Gerson Rodrigues      | Eyüpspor       | fine prestito              |
| A                | Nazarij Rusyn         | Čornomorec'    | fine prestito              |
| A                | Vladyslav Suprjaha    | Sampdoria      | fine prestito              |

| Cessioni         | Cessioni              | Cessioni           | Cessioni                         |
| R.               | Nome                  | a                  | Modalità                         |
| ---------------- | --------------------- | ------------------ | -------------------------------- |
| D                | Denys Antjuch         | Zorja              | definitivo (0,2 milioni €)       |
| A                | Benjamin Verbič       | Panathīnaïkos      | gratuito                         |
| Altre operazioni |                       |                    |                                  |
| R.               | Nome                  | a                  | Modalità                         |
| D                | Kristian Bilovar      | AEL Limassol       | prestito                         |
| D                | Sidcley               | Cuiabá             | prestito                         |
| D                | Roman Vantuch         | Zorja              | definitivo (0,3 milioni €)       |
| C                | Viktor Blizničenko    | Inhulec'           | prestito                         |
| C                | Volodymyr Bražko      | Zorja              | prestito                         |
| C                | Mykola Mychajlenko    | Zorja              | prestito                         |
| C                | Jevhen Smyrnyj        | Kolos Kovalivka    | prestito                         |
| C                | Giorgi Ts'it'aishvili | Lech Poznań        | prestito oneroso (0,1 milioni €) |
| C                | Vikentij Vološyn      | Oleksandrija       | prestito                         |
| A                | Ibrahim Kargbo Jr.    | Doxa Katōkopias    | prestito                         |
| A                | Fran Sol              | Malaga             | prestito                         |
| A                | Eric Ramírez          | Slovan Bratislava  | prestito                         |
| A                | Gerson Rodrigues      | Al-Wahda           | prestito                         |
| A                | Nazarij Rusyn         | Zorja              | definitivo (0,25 milioni €)      |
| A                | Nazar Vološyn         | Kryvbas Kryvyj Rih | prestito                         |

### Sessione invernale
| Acquisti         | Acquisti           | Acquisti           | Acquisti                    |
| R.               | Nome               | da                 | Modalità                    |
| ---------------- | ------------------ | ------------------ | --------------------------- |
| D                | Maksym Djačuk      | Oleksandrija       | fine prestito               |
| C                | Bohdan Ljednjev    | Fehérvár           | fine prestito               |
| C                | Reshat Ramadani    | Škendija           | definitivo (0,25 milioni €) |
| A                | Eric Ramírez       | Slovan Bratislava  | fine prestito               |
| A                | Nazar Vološyn      | Kryvbas Kryvyj Rih | fine prestito               |
| Altre operazioni |                    |                    |                             |
| R.               | Nome               | da                 | Modalità                    |
| D                | Denys Kuzyk        | Kolos Kovalivka    | fine prestito               |
| D                | Sidcley            | Cuiabá             | fine prestito               |
| C                | Achmed Alibekov    | Zorja              | fine prestito               |
| C                | Mikkel Duelund     | N.E.C.             | fine prestito               |
| C                | Mykola Mychajlenko | Zorja              | fine prestito               |
| A                | Jevhen Isajenko    | Kolos Kovalivka    | fine prestito               |
| A                | Ibrahim Kargbo Jr. | Doxa Katōkopias    | fine prestito               |
| A                | Vitinho            | Athl. Paranaense   | fine prestito               |

| Cessioni         | Cessioni              | Cessioni        | Cessioni                    |
| R.               | Nome                  | a               | Modalità                    |
| ---------------- | --------------------- | --------------- | --------------------------- |
| D                | Tomasz Kędziora       | PAOK            | prestito                    |
| D                | Mykyta Burda          | Zorja           | prestito                    |
| D                | Mykyta Kravčenko      | Kolos Kovalivka | prestito                    |
| D                | Illja Zabarnyj        | Bournemouth     | definitivo (22,7 milioni €) |
| C                | Viktor Cyhankov       | Girona          | definitivo (5 milioni €)    |
| A                | Artem Bjesjedin       | Omonia          | prestito                    |
| A                | Vladyslav Kulač       | Zirə            | gratuito                    |
| Altre operazioni |                       |                 |                             |
| R.               | Nome                  | a               | Modalità                    |
| P                | Vladyslav Kučeruk     |                 | svincolato                  |
| D                | Denys Kuzyk           | L'viv           | prestito                    |
| D                | Sidcley               | CSKA Sofia      | prestito                    |
| C                | Achmed Alibekov       | L'viv           | gratuito                    |
| C                | Mikkel Duelund        | Aarhus          | prestito                    |
| C                | Abdul Kadiri Mohammed | Istiklol        | prestito                    |
| C                | Mykola Mychajlenko    | Oleksandrija    | prestito                    |
| A                | Ibrahim Kargbo Jr.    | Celje           | gratuito                    |
| A                | Vitinho               | RB Bragantino   | prestito                    |

## Risultati

### Prem"jer-liha

#### Girone di andata
| Arbitro: | Monzul' (Charkiv) |

|            |           |                            |
| Sitalo 62’ | Marcatori | 32’ (rig.), 45+1’ Cyhankov |

| Arbitro: | Kovalenko (Poltava) |

|  |           |                                               |
|  | Marcatori | 43’ Sarapij 56’ Pichal'onok 90+1’ Rubčyns'kyj |

| Arbitro: | Paschal (Cherson) |

|                                 |           |                           |
| Rusyn 7’ Myšn'ov 35’ Bražko 70’ | Marcatori | 50’ Vanat 83’ Bujal's'kij |

| Arbitro: | Omel'čenko (Slov"jans'k) |

|                 |           |  |
| Bujal's'kij 32’ | Marcatori |  |

| Arbitro: | Šandor (Leopoli) |

|  |           |              |
|  | Marcatori | 51’ Cyhankov |

| Arbitro: | Paschal (Cherson) |

|                                 |           |  |
| Bujal's'kij 43’, 60’ Tymčyk 81’ | Marcatori |  |

| Arbitro: | Monzul' (Charkiv) |

|                                 |           |           |
| Zubkov 29’ Mudryk 47’ Sikan 74’ | Marcatori | 46’ Vanat |

| Arbitro: | Šandor (Leopoli) |

|                                        |           |  |
| Bujal's'kij 20’ Vanat 29’ Cyhankov 77’ | Marcatori |  |

| Arbitro: | Kozyrjac'kyyj (Zaporižžja) |

|                 |           |              |
| Bujal's'kij 33’ | Marcatori | 44’ Jurčenko |

| Arbitro: | Balakin (Kiev) |

|                                |           |               |
| Vanat 20’ Bujal's'kij 22’, 59’ | Marcatori | 45+2’ Debelko |

| Arbitro: | Kovalenko (Poltava) |

|  |           |                                                      |
|  | Marcatori | 25’ (rig.) Cyhankov 48’ Bujal's'kij 90’ (rig.) Vanat |

| Arbitro: | Pančyšny (Charkiv) |

|                                          |           |                   |
| Bujal's'kij 32’ Lonwijk 73’ Šepeljev 88’ | Marcatori | 90+1’ Šuljans'kyj |

| Kiev 13 novembre 2022, ore 15:00 EET 13ª giornata | Dinamo Kiev       | 0 – 0 referto | Kolos Kovalivka | Stadio Dynamo Lobanovs'kyj (0 spett.)\| Arbitro: \| Paschal (Cherson) \| |
| Arbitro:                                          | Paschal (Cherson) |               |                 |                                                                          |

| Arbitro: | Kozyk (Mukačevo) |

|  |           |              |
|  | Marcatori | 27’ Cyhankov |

| Kiev 26 novembre 2022, ore 14:00 EET 15ª giornata | Dinamo Kiev                | 0 – 0 referto | Metalist 1925 | Stadio Dynamo Lobanovs'kyj (0 spett.)\| Arbitro: \| Kozyrjac'kyyj (Zaporižžja) \| |
| Arbitro:                                          | Kozyrjac'kyyj (Zaporižžja) |               |               |                                                                                   |

#### Girone di ritorno
| Arbitro: | Monzul' (Charkiv) |

|  |           |                       |
|  | Marcatori | 12’ Kozak 43’ Odarjuk |

| Arbitro: | Kryvuškin (Charkiv) |

|  |           |                 |
|  | Marcatori | 41’ Bujal's'kij |

| Arbitro: | Kozyk (Mukačevo) |

|  |           |             |
|  | Marcatori | 83’ Myšn'ov |

| Arbitro: | Paschal (Cherson) |

|  |           |                       |
|  | Marcatori | 52’ Vanat 87’ Ramírez |

| Arbitro: | Kozyrjac'kyyj (Zaporižžja) |

|                       |           |  |
| Carenko 35’ Vanat 62’ | Marcatori |  |

| Arbitro: | Romanjuk (Ivano-Frankivs'k) |

|            |           |           |
| Dovhyj 40’ | Marcatori | 16’ Vanat |

| Arbitro: | Romanov (Dnipro) |

|                   |           |                |
| Andrijevs'kyj 82’ | Marcatori | 12’ Stepanenko |

| Arbitro: | Paschal (Cherson) |

|             |           |                                     |
| Prjadun 81’ | Marcatori | 70’ Syrota 75’ Vanat 75’ Vivčarenko |

| Arbitro: | Šandor (Leopoli) |

|               |           |                      |
| Stepanjuk 13’ | Marcatori | 24’ Vanat 48’ Benito |

| Arbitro: | Kozyk (Mukačevo) |

|  |           |           |
|  | Marcatori | 48’ Popov |

| Arbitro: | Romanov (Dnipro) |

|                           |           |                               |
| Vanat 53’ Bujal's'kij 55’ | Marcatori | 4’ Jermakov 11’, 71’ Demčenko |

| Arbitro: | Kryvuškin (Charkiv) |

|             |           |                                                                           |
| Sihejev 40’ | Marcatori | 17’ Andrijevs'kyj 32’ Vanat 73’ Vivčarenko 77’ (aut.) Lohinov 88’ Vološyn |

| Arbitro: | Paschal (Cherson) |

|  |           |                                                    |
|  | Marcatori | 9’ (aut.) Volynec' 67’ Andrijevs'kyj 90+3’ Vološyn |

| Arbitro: | Šurman (Vyšneve) |

|                                      |           |  |
| Ramírez 49’ Harmaš 89’ Vološyn 90+3’ | Marcatori |  |

| Arbitro: | Kozyrjac'kyyj (Zaporižžja) |

|          |           |                    |
| Habi 39’ | Marcatori | 20’ (rig.) Ramírez |

### Champions League

#### Qualificazioni
| Łódź 20 luglio 2022, ore 20:00 CEST Secondo turno – Andata | Dinamo Kiev | 0 – 0 referto | Fenerbahçe | Stadio municipale Władysława Króla (11 603 spett.)\| Arbitro: \| Nyberg \| |
| Arbitro:                                                   | Nyberg      |               |            |                                                                            |

| Arbitro: | Irrati |

|            |           |                                |
| Szalai 89’ | Marcatori | 57’ Bujal's'kij 114’ Karavajev |

| Arbitro: | Letexier |

|               |           |  |
| Karavajev 28’ | Marcatori |  |

| Arbitro: | Kružliak |

|             |           |                              |
| Højlund 27’ | Marcatori | 96’ Vivčarenko 113’ Cyhankov |

#### Spareggi
| Arbitro: | Zwayer |

|  |           |                          |
|  | Marcatori | 6’ Gilberto 37’ G. Ramos |

| Arbitro: | Turpin |

|                                 |           |  |
| Otamendi 27’ Rafa 40’ Neres 42’ | Marcatori |  |

### Europa League

#### Fase a gironi
| Arbitro: | Bognár |

|                                 |           |              |
| G. Henrique 35’ Batshuayi 90+1’ | Marcatori | 63’ Cyhankov |

| Arbitro: | Kehlet |

|  |           |            |
|  | Marcatori | 8’ Gyurcsó |

| Arbitro: | Sánchez Martínez |

|                         |           |              |
| Terrier 23’ D. Doué 89’ | Marcatori | 33’ Cyhankov |

| Arbitro: | Gözübüyük |

|  |           |          |
|  | Marcatori | 48’ Wooh |

| Arbitro: | Beaton |

|                           |           |                             |
| Altman 26’, 72’ Lopes 53’ | Marcatori | 45’ Vanat 82’, 90+2’ Harmaš |

| Arbitro: | Strukan |

|  |           |                      |
|  | Marcatori | 23’ Güler 45+2’ Arão |

## Statistiche

### Statistiche di squadra
| Competizione     | Punti | In casa | In casa | In casa | In casa | In casa | In casa | In trasferta | In trasferta | In trasferta | In trasferta | In trasferta | In trasferta | Totale | Totale | Totale | Totale | Totale | Totale | DR  |
| Competizione     | Punti | G       | V       | N       | P       | Gf      | Gs      | G            | V            | N            | P            | Gf           | Gs           | G      | V      | N      | P      | Gf     | Gs     | DR  |
| ---------------- | ----- | ------- | ------- | ------- | ------- | ------- | ------- | ------------ | ------------ | ------------ | ------------ | ------------ | ------------ | ------ | ------ | ------ | ------ | ------ | ------ | --- |
| Prem"jer-liha    | 60    | 15      | 7       | 4       | 4       | 22      | 13      | 15           | 11           | 2            | 2            | 29           | 12           | 30     | 18     | 6      | 6      | 51     | 25     | +26 |
| Champions League | -     | 3       | 1       | 1       | 1       | 1       | 2       | 3            | 2            | 0            | 1            | 4            | 5            | 6      | 3      | 1      | 2      | 5      | 7      | -2  |
| Europa League    | 1     | 3       | 0       | 0       | 3       | 0       | 4       | 3            | 0            | 1            | 2            | 5            | 7            | 6      | 0      | 1      | 5      | 5      | 11     | -6  |
| Totale           | -     | 21      | 8       | 5       | 8       | 23      | 19      | 21           | 13           | 3            | 5            | 38           | 24           | 42     | 21     | 8      | 13     | 61     | 43     | +18 |

### Andamento in campionato
| Giornata  | 1 | 2  | 3  | 4  | 5 | 6 | 7 | 8 | 9 | 10 | 11 | 12 | 13 | 14 | 15 | 16 | 17 | 18 | 19 | 20 | 21 | 22 | 23 | 24 | 25 | 26 | 27 | 28 | 29 | 30 |
| --------- | - | -- | -- | -- | - | - | - | - | - | -- | -- | -- | -- | -- | -- | -- | -- | -- | -- | -- | -- | -- | -- | -- | -- | -- | -- | -- | -- | -- |
| Luogo     | T | C  | T  | C  | T | C | T | C | C | C  | T  | C  | C  | T  | C  | C  | T  | C  | T  | C  | T  | C  | T  | T  | T  | C  | T  | T  | C  | T  |
| Risultato | V | P  | P  | V  | V | V | P | V | N | V  | V  | V  | N  | V  | N  | P  | V  | P  | V  | V  | N  | N  | V  | V  | V  | P  | V  | V  | V  | N  |
| Posizione | 8 | 16 | 16 | 10 | 9 | 8 | 9 | 8 | 8 | 7  | 6  | 5  | 5  | 4  | 3  | 4  | 4  | 4  | 4  | 4  | 4  | 4  | 4  | 4  | 4  | 4  | 4  | 4  | 4  | 4  |

Legenda:

Luogo: C = Casa; T = Trasferta. Risultato: R = Rinviata; V = Vittoria; N = Pareggio; P = Sconfitta.

### Statistiche dei giocatori
In corsivo i calciatori che hanno lasciato la squadra a stagione in corso.
| Giocatore        | Prem"jer-liha | Prem"jer-liha | Prem"jer-liha | Prem"jer-liha | Champions League | Champions League | Champions League | Champions League | Europa League | Europa League | Europa League | Europa League | Totale   | Totale | Totale      | Totale     |
| Giocatore        | Presenze      | Reti          | Ammonizioni   | Espulsioni    | Presenze         | Reti             | Ammonizioni      | Espulsioni       | Presenze      | Reti          | Ammonizioni   | Espulsioni    | Presenze | Reti   | Ammonizioni | Espulsioni |
| ---------------- | ------------- | ------------- | ------------- | ------------- | ---------------- | ---------------- | ---------------- | ---------------- | ------------- | ------------- | ------------- | ------------- | -------- | ------ | ----------- | ---------- |
| O. Andrijevs'kyj | 16            | 3             | 2             | 0             | 3                | 0                | 1                | 0                | 2             | 0             | 1             | 0             | 21       | 3      | 4           | 0          |
| Benito           | 11            | 1             | 3             | 0             | 0                | 0                | 0                | 0                | 0             | 0             | 0             | 0             | 11       | 1      | 3           | 0          |
| A. Bjesjedin     | 9             | 0             | 1             | 0             | 6                | 0                | 1                | 0                | 5             | 0             | 1             | 0             | 20       | 0      | 3           | 0          |
| D. Bojko         | 4             | -0            | 0             | 0             | 0                | -0               | 0                | 0                | 2             | -3            | 0             | 0             | 6        | -3     | 0           | 0          |
| A. Bol'          | 3             | 0             | 1             | 0             | 0                | 0                | 0                | 0                | 0             | 0             | 0             | 0             | 3        | 0      | 1           | 0          |
| V. Bujal's'kij   | 27            | 11            | 3             | 1             | 6                | 1                | 1                | 0                | 6             | 0             | 0             | 0             | 39       | 12     | 4           | 1          |
| M. Burda         | 1             | 0             | 0             | 0             | 0                | 0                | 0                | 0                | 1             | 0             | 0             | 0             | 2        | 0      | 0           | 0          |
| H. Buščan        | 8             | -7            | 1             | 0             | 6                | -7               | 1                | 0                | 2             | -4            | 1             | 0             | 16       | -18    | 3           | 0          |
| A. Carenko       | 11            | 1             | 0             | 0             | 2                | 0                | 0                | 0                | 0             | 0             | 0             | 0             | 13       | 1      | 0           | 0          |
| V. Cyhankov      | 13            | 6             | 1             | 0             | 4                | 1                | 2                | 0                | 6             | 2             | 1             | 0             | 23       | 9      | 4           | 0          |
| S. Diallo        | 1             | 0             | 0             | 0             | 0                | 0                | 0                | 0                | 2             | 0             | 1             | 0             | 3        | 0      | 1           | 0          |
| M. Djačuk        | 14            | 0             | 4             | 1             | -                | -                | -                | -                | -             | -             | -             | -             | 14       | 0      | 4           | 1          |
| V. Dubinčak      | 18            | 0             | 4             | 0             | 6                | 0                | 1                | 0                | 4             | 0             | 0             | 0             | 28       | 0      | 5           | 0          |
| D. Harmaš        | 24            | 1             | 1             | 0             | 4                | 0                | 3                | 0                | 5             | 2             | 2             | 0             | 33       | 3      | 6           | 0          |
| O. Jacyk         | 2             | 0             | 1             | 0             | 1                | 0                | 0                | 0                | 0             | 0             | 0             | 0             | 3        | 0      | 1           | 0          |
| V. Kabajev       | 21            | 0             | 3             | 0             | -                | -                | -                | -                | 6             | 0             | 0             | 0             | 27       | 0      | 3           | 0          |
| O. Karavajev     | 20            | 0             | 4             | 0             | 6                | 2                | 1                | 0                | 4             | 0             | 0             | 0             | 30       | 2      | 5           | 0          |
| T. Kędziora      | 9             | 0             | 0             | 0             | 6                | 0                | 0                | 0                | 3             | 0             | 0             | 0             | 18       | 0      | 0           | 0          |
| M. Kravčenko     | 3             | 0             | 0             | 0             | 0                | 0                | 0                | 0                | 1             | 0             | 0             | 0             | 4        | 0      | 0           | 0          |
| V. Kulač         | 2             | 0             | 0             | 0             | 0                | 0                | 0                | 0                | 0             | 0             | 0             | 0             | 2        | 0      | 0           | 0          |
| B. Ljednjev      | 0             | 0             | 0             | 0             | -                | -                | -                | -                | -             | -             | -             | -             | 0        | 0      | 0           | 0          |
| J. Lonwijk       | 18            | 1             | 3             | 0             | -                | -                | -                | -                | 0             | 0             | 0             | 0             | 18       | 1      | 3           | 0          |
| R. Neščeret      | 20            | -18           | 0             | 0             | 0                | -0               | 0                | 0                | 2             | -4            | 0             | 0             | 22       | -22    | 0           | 0          |
| K. Parris        | 13            | 0             | 2             | 0             | -                | -                | -                | -                | 1             | 0             | 0             | 0             | 14       | 0      | 2           | 0          |
| D. Popov         | 18            | 1             | 6             | 1             | 4                | 0                | 2                | 0                | 2             | 0             | 0             | 0             | 24       | 1      | 8           | 1          |
| R. Ramadani      | 1             | 0             | 0             | 0             | -                | -                | -                | -                | -             | -             | -             | -             | 1        | 0      | 0           | 0          |
| E. Ramírez       | 13            | 3             | 1             | 0             | -                | -                | -                | -                | -             | -             | -             | -             | 13       | 3      | 1           | 0          |
| M. Šaparenko     | 5             | 0             | 2             | 0             | 6                | 0                | 2                | 0                | 1             | 0             | 0             | 0             | 12       | 0      | 4           | 0          |
| V. Šepeljev      | 21            | 1             | 3             | 0             | 5                | 0                | 1                | 0                | 6             | 0             | 1             | 0             | 32       | 1      | 5           | 0          |
| S. Sydorčuk      | 27            | 0             | 8             | 0             | 5                | 0                | 3                | 0                | 6             | 0             | 2             | 0             | 38       | 0      | 13          | 0          |
| O. Syrota        | 19            | 1             | 3             | 0             | 4                | 0                | 0                | 0                | 5             | 0             | 1             | 0             | 28       | 1      | 4           | 0          |
| O. Tymčyk        | 19            | 1             | 4             | 0             | 1                | 0                | 0                | 0                | 2             | 0             | 1             | 0             | 22       | 1      | 5           | 0          |
| V. Vanat         | 25            | 12            | 5             | 0             | 6                | 0                | 1                | 0                | 5             | 1             | 0             | 0             | 36       | 13     | 6           | 0          |
| B. Verbič        | -             | -             | -             | -             | 2                | 0                | 0                | 0                | -             | -             | -             | -             | 2        | 0      | 0           | 0          |
| K. Vivčarenko    | 22            | 2             | 4             | 0             | 5                | 1                | 0                | 0                | 5             | 0             | 0             | 0             | 32       | 3      | 4           | 0          |
| N. Vološyn       | 13            | 3             | 0             | 0             | -                | -                | -                | -                | -             | -             | -             | -             | 13       | 3      | 0           | 0          |
| I. Zabarnyj      | 14            | 0             | 1             | 1             | 6                | 0                | 0                | 0                | 5             | 0             | 4             | 1             | 25       | 0      | 5           | 2          |